# Nipissing Ouest
Nipissing Ouest es un cantón canadiense en la provincia de Ontario. Se crea el 1 de enero de 1999 tras la unión de 17 ciudades, pueblos, aldeas y comunidades no organizadas anteriormente. 

## Localización
El cantón se ubica a lo largo del Lago de Nipissing, en el distrito de Nipissing en el noreste de Ontario junto a Quebec.
Se ha desarrollado rodeado por los centros de las ciudades de Sturgeon Falls y Verner.

## Población
En el censo de 2006 la población era de 13.300 habitantes entre los que se encuentran unos 8.305 francófonos (63 % de la población) y 2.685 anglófonos (20 % de la población).

## Historia
Los primeros habitantes de la región fueron los amerindios de las naciones Anishinaabe que significa "pueblo de los orígenes". Esta denominación incluía a los Algonquinos, los Outaouais, los Ojibwés y los Potawatomis, tribus indígenas que hablaban lenguas con raíz algonquina y ciertas similitudes entre sí.
A principios del siglo XX los quebequenses emigraron al cantón, aumentando con su presencia la comunidad francófona, junto a franco-ontarienses, ya establecidos.